# Charles Cassin
Pour les articles homonymes, voir Cassin.
Charles Cassin (né le 19 juillet 1991 à Denver dans le Colorado) est un coureur cycliste américain, spécialiste de la piste. 

## Biographie
Originaire de Denver, Charles Cassin a suivi des études à l'Université du Colorado à Boulder. Durant sa carrière, il participe à des compétitions cycliste sur route et sur piste. 
En 2014, il se classe troisième de la Tucson Bicycle Classic. L'année suivante, il s'impose sur le Glencoe Grand Prix. Il évolue également durant quelques mois au sein de la formation Champion System-Stan's NoTubes, qui possède une licence continentale. Avec cette formation, il participe au contre-la-montre par équipes des championnats du monde, à Richmond. 
En 2017, il se distingue lors des championnats des États-Unis sur piste en remportant le titre dans la course aux points. Il termine également deuxième de la poursuite individuelle et de la poursuite par équipes.

## Palmarès sur route
- 2014
  - 3e de la Tucson Bicycle Classic
- 2015
  - Glencoe Grand Prix

## Palmarès sur piste

### Championnats des États-Unis
- 2016
  - 2e de la poursuite par équipes
  - 3e de la poursuite
- 2017
  -  Champion des États-Unis de la course aux points
  - 2e de la poursuite
  - 2e de la poursuite par équipes
- 2018
  - 2e du scratch